# Liste der Nummer-eins-Hits in Kroatien (2018)
Diese Liste der Nummer-eins-Hits basiert auf offiziellen Top 50 kombiniranih (Albumcharts) und den HRtop40 (Airplaycharts) der Hrvatska diskografska udruga (HDU). Nach Woche 13 wurden die kombinierten Albumcharts nicht mehr veröffentlicht, dafür sind die Auswertungen für die kroatischen („domaće“) und die ausländischen („strano“) Alben aufgeführt. 

## Singles
| ← 2017 ← | Liste der Nummer-eins-Hits in Kroatien | Liste der Nummer-eins-Hits in Kroatien | Liste der Nummer-eins-Hits in Kroatien | 2019 →                    |
| \| Zeitraum \| Wo. ges. \| Interpret \| Titel Autor(en) \| Zusätzliche Informationen \| \| (Zeitraum, Wochen auf Platz eins, Interpret, Titel, Autor[en], zusätzliche Informationen) \| \| \| \| \| \| ----------------------------------------------------------------------------------------- \| -------- \| ------------------- \| --------------------- \| ------------------------- \| \| 1.–8. Woche 8 Wochen (insgesamt 11) \| 11 \| Petar Grašo \| Ako te pitaju \| – \| \| 9.–16. Woche 8 Wochen (insgesamt 13) \| 13 \| Vatra feat. Massimo \| Nama se nikud ne žuri \| – \| \| 17.–19. Woche 3 Wochen (insgesamt 11) \| 11 \| Petar Grašo \| Ako te pitaju \| – \| \| 20. Woche 1 Woche \| 1 \| Igor Delač \| Budan \| – \| \| 21.–24. Woche 4 Wochen \| 4 \| Tony Cetinski \| General bez činova \| – \| \| 25. Woche 1 Woche (insgesamt 2) \| 2 \| Lice Varalice \| Massimo \| – \| \| 26. Woche 1 Woche (insgesamt 3) \| 3 \| Zaprešić Boys \| Igraj moja Hrvatska \| – \| \| 27. Woche 1 Woche (insgesamt 2) \| 2 \| Lice Varalice \| Massimo \| – \| \| 28.–29. Woche 2 Wochen (insgesamt 3) \| 3 \| Zaprešić Boys \| Igraj moja Hrvatska \| – \| \| 30.–32. Woche 3 Wochen (insgesamt 13) \| 13 \| Vatra feat. Massimo \| Nama se nikud ne žuri \| – \| \| 33. Woche 1 Woche (insgesamt 2) \| 2 \| Detour \| Vikend \| – \| \| 34. Woche 1 Woche (insgesamt 13) \| 13 \| Vatra feat. Massimo \| Nama se nikud ne žuri \| – \| \| 35. Woche 1 Woche (insgesamt 2) \| 2 \| Detour \| Vikend \| – \| \| 36. Woche 1 Woche (insgesamt 13) \| 13 \| Vatra feat. Massimo \| Nama se nikud ne žuri \| – \| \| 37.–38. Woche 2 Wochen \| 2 \| Igor Delač \| Ljubav \| – \| \| 39.–50. Woche 12 Wochen (insgesamt 13) \| 13 \| Nina Badrić \| Rekao si \| – \| \| 51. Woche 2018 – 1. Woche 2019 3 Wochen \| 3 \| Petar Grašo \| Fritula \| – \| |                                        |                                        |                                        |                           |
| ← 2017 |                                        |                                        |                                        | → 2019 →                  |
| Zeitraum | Wo. ges.                               | Interpret                              | Titel Autor(en)                        | Zusätzliche Informationen |
| (Zeitraum, Wochen auf Platz eins, Interpret, Titel, Autor[en], zusätzliche Informationen) |                                        |                                        |                                        |                           |
| 1.–8. Woche 8 Wochen (insgesamt 11) | 11                                     | Petar Grašo                            | Ako te pitaju                          | –                         |
| 9.–16. Woche 8 Wochen (insgesamt 13) | 13                                     | Vatra feat. Massimo                    | Nama se nikud ne žuri                  | –                         |
| 17.–19. Woche 3 Wochen (insgesamt 11) | 11                                     | Petar Grašo                            | Ako te pitaju                          | –                         |
| 20. Woche 1 Woche | 1                                      | Igor Delač                             | Budan                                  | –                         |
| 21.–24. Woche 4 Wochen | 4                                      | Tony Cetinski                          | General bez činova                     | –                         |
| 25. Woche 1 Woche (insgesamt 2) | 2                                      | Lice Varalice                          | Massimo                                | –                         |
| 26. Woche 1 Woche (insgesamt 3) | 3                                      | Zaprešić Boys                          | Igraj moja Hrvatska                    | –                         |
| 27. Woche 1 Woche (insgesamt 2) | 2                                      | Lice Varalice                          | Massimo                                | –                         |
| 28.–29. Woche 2 Wochen (insgesamt 3) | 3                                      | Zaprešić Boys                          | Igraj moja Hrvatska                    | –                         |
| 30.–32. Woche 3 Wochen (insgesamt 13) | 13                                     | Vatra feat. Massimo                    | Nama se nikud ne žuri                  | –                         |
| 33. Woche 1 Woche (insgesamt 2) | 2                                      | Detour                                 | Vikend                                 | –                         |
| 34. Woche 1 Woche (insgesamt 13) | 13                                     | Vatra feat. Massimo                    | Nama se nikud ne žuri                  | –                         |
| 35. Woche 1 Woche (insgesamt 2) | 2                                      | Detour                                 | Vikend                                 | –                         |
| 36. Woche 1 Woche (insgesamt 13) | 13                                     | Vatra feat. Massimo                    | Nama se nikud ne žuri                  | –                         |
| 37.–38. Woche 2 Wochen | 2                                      | Igor Delač                             | Ljubav                                 | –                         |
| 39.–50. Woche 12 Wochen (insgesamt 13) | 13                                     | Nina Badrić                            | Rekao si                               | –                         |
| 51. Woche 2018 – 1. Woche 2019 3 Wochen | 3                                      | Petar Grašo                            | Fritula                                | –                         |

## Alben
| ← 2017 ← | Liste der Nummer-eins-Hits in Kroatien (Top 50 kombiniranih) | Liste der Nummer-eins-Hits in Kroatien (Top 50 kombiniranih) | Liste der Nummer-eins-Hits in Kroatien (Top 50 kombiniranih) | 2019 →                    |
| \| Zeitraum \| Wo. ges. \| Interpret \| Titel \| Zusätzliche Informationen \| \| (Zeitraum, Wochen auf Platz eins, Interpret, Titel, zusätzliche Informationen) \| \| \| \| \| \| ------------------------------------------------------------------------------ \| -------- \| -------------------------- \| --------------- \| ------------------------- \| \| 1. Woche 1 Woche (insgesamt 14) \| 14 \| Mia Dimšić \| Život nije siv \| – \| \| 2. Woche 1 Woche (insgesamt 3) \| 3 \| Zdravko Čolić \| Ono malo sreće \| – \| \| 3. Woche 1 Woche (insgesamt 10) \| 10 \| Željko Bebek \| Ono nešto naše \| – \| \| 4. Woche 1 Woche (insgesamt 14) \| 14 \| Mia Dimšić \| Život nije siv \| – \| \| 5. Woche 1 Woche (insgesamt 3) \| 3 \| Zdravko Čolić \| Ono malo sreće \| – \| \| 6.–8. Woche 3 Wochen (insgesamt 14) \| 14 \| Mia Dimšić \| Život nije siv \| – \| \| 9. Woche 1 Woche \| 1 \| Chui i Jazz Orkestar HRT-a \| Chui ovu glazbu \| – \| \| 10. Woche 1 Woche (insgesamt 10) \| 10 \| Željko Bebek \| Ono nešto naše \| – \| \| 11.–13. Woche 3 Wochen \| 3 \| Marcus & Martinus \| Moments \| – \| |                                                              |                                                              |                                                              |                           |
| ← 2017 |                                                              |                                                              |                                                              | → 2019 →                  |
| Zeitraum | Wo. ges.                                                     | Interpret                                                    | Titel                                                        | Zusätzliche Informationen |
| (Zeitraum, Wochen auf Platz eins, Interpret, Titel, zusätzliche Informationen) |                                                              |                                                              |                                                              |                           |
| 1. Woche 1 Woche (insgesamt 14) | 14                                                           | Mia Dimšić                                                   | Život nije siv                                               | –                         |
| 2. Woche 1 Woche (insgesamt 3) | 3                                                            | Zdravko Čolić                                                | Ono malo sreće                                               | –                         |
| 3. Woche 1 Woche (insgesamt 10) | 10                                                           | Željko Bebek                                                 | Ono nešto naše                                               | –                         |
| 4. Woche 1 Woche (insgesamt 14) | 14                                                           | Mia Dimšić                                                   | Život nije siv                                               | –                         |
| 5. Woche 1 Woche (insgesamt 3) | 3                                                            | Zdravko Čolić                                                | Ono malo sreće                                               | –                         |
| 6.–8. Woche 3 Wochen (insgesamt 14) | 14                                                           | Mia Dimšić                                                   | Život nije siv                                               | –                         |
| 9. Woche 1 Woche | 1                                                            | Chui i Jazz Orkestar HRT-a                                   | Chui ovu glazbu                                              | –                         |
| 10. Woche 1 Woche (insgesamt 10) | 10                                                           | Željko Bebek                                                 | Ono nešto naše                                               | –                         |
| 11.–13. Woche 3 Wochen | 3                                                            | Marcus & Martinus                                            | Moments                                                      | –                         |

| ← 2017 ← | Liste der Nummer-eins-Hits in Kroatien (Lista prodaje domaće – einheimische Alben) | Liste der Nummer-eins-Hits in Kroatien (Lista prodaje domaće – einheimische Alben) | Liste der Nummer-eins-Hits in Kroatien (Lista prodaje domaće – einheimische Alben) | 2019 →                    |
| \| Zeitraum \| Wo. ges. \| Interpret \| Titel \| Zusätzliche Informationen \| \| (Zeitraum, Wochen auf Platz eins, Interpret, Titel, zusätzliche Informationen) \| \| \| \| \| \| ------------------------------------------------------------------------------ \| -------- \| -------------------------- \| ------------------------------------------ \| ------------------------- \| \| 14. Woche 1 Woche (insgesamt 3) \| 3 \| Goran Bare & Majke \| Nuspojave \| – \| \| 15. Woche 1 Woche (insgesamt 2) \| 2 \| Toni Cetinski \| Kao u snu \| – \| \| 16.–17. Woche 2 Wochen (insgesamt 3) \| 3 \| Goran Bare & Majke \| Nuspojave \| – \| \| 18. Woche 1 Woche (insgesamt 2) \| 2 \| Toni Cetinski \| Kao u snu \| – \| \| 19. Woche 1 Woche \| 1 \| Mia Dimšić \| Život nije siv \| – \| \| 20.–21. Woche 2 Wochen (insgesamt 5) \| 5 \| (Verschiedene Interpreten) \| CMC Festival Vodice 2018 \| – \| \| 22. Woche 1 Woche \| 1 \| Massimo \| Sada \| – \| \| 23. Woche 1 Woche \| 1 \| Silente \| Malo magle, malo mjesečine \| – \| \| 24.–26. Woche 3 Wochen (insgesamt 5) \| 5 \| (Verschiedene Interpreten) \| CMC Festival Vodice 2018 \| – \| \| 27.–30. Woche 4 Wochen \| 4 \| (Verschiedene Interpreten) \| Festival Zabavne Glazbe Split 2018 \| – \| \| 31. Woche 1 Woche (insgesamt 2) \| 2 \| Oliver Dragojević \| 100 originalnih pjesama: Oliver Dragojević \| – \| \| 32.–37. Woche 6 Wochen (insgesamt 7) \| 7 \| Oliver Dragojević \| A l’olympia \| – \| \| 38. Woche 1 Woche (insgesamt 2) \| 2 \| Oliver Dragojević \| 100 originalnih pjesama: Oliver Dragojević \| – \| \| 39.–40. Woche 2 Wochen \| 2 \| Amira Medunjanin \| Ascending \| – \| \| 41. Woche 1 Woche (insgesamt 3) \| 3 \| The Strange \| Echo Chamber \| – \| \| 42. Woche 1 Woche (insgesamt 3) \| 3 \| Zdravko Čolić \| Ono malo sreće \| – \| \| 43.–44. Woche 2 Wochen (insgesamt 3) \| 3 \| The Strange \| Echo Chamber \| – \| \| 45. Woche 1 Woche \| 1 \| Sergej Ćetković \| The Best Of Collection \| – \| \| 46. Woche 1 Woche (insgesamt 7) \| 7 \| Oliver Dragojević \| A l’olympia \| – \| \| 47. Woche 1 Woche \| 1 \| Emanuel \| Sve činim novo \| – \| \| 48. Woche 1 Woche (insgesamt 2) \| 2 \| Crvena Jabuka \| Nocturno \| – \| \| 49. Woche 1 Woche \| 1 \| Tomislav Bralić \| Bilo je i vrime \| – \| \| 50.–51. Woche 2 Wochen \| 2 \| Oliver Dragojević \| Do kraja vrimena \| – \| \| 52. Woche 2018 – 5. Woche 2019 6 Wochen (insgesamt 7) \| 7 \| Parni Valjak \| Vrijeme \| – \| |                                                                                    |                                                                                    |                                                                                    |                           |
| ← 2017 |                                                                                    |                                                                                    |                                                                                    | → 2019 →                  |
| Zeitraum | Wo. ges.                                                                           | Interpret                                                                          | Titel                                                                              | Zusätzliche Informationen |
| (Zeitraum, Wochen auf Platz eins, Interpret, Titel, zusätzliche Informationen) |                                                                                    |                                                                                    |                                                                                    |                           |
| 14. Woche 1 Woche (insgesamt 3) | 3                                                                                  | Goran Bare & Majke                                                                 | Nuspojave                                                                          | –                         |
| 15. Woche 1 Woche (insgesamt 2) | 2                                                                                  | Toni Cetinski                                                                      | Kao u snu                                                                          | –                         |
| 16.–17. Woche 2 Wochen (insgesamt 3) | 3                                                                                  | Goran Bare & Majke                                                                 | Nuspojave                                                                          | –                         |
| 18. Woche 1 Woche (insgesamt 2) | 2                                                                                  | Toni Cetinski                                                                      | Kao u snu                                                                          | –                         |
| 19. Woche 1 Woche | 1                                                                                  | Mia Dimšić                                                                         | Život nije siv                                                                     | –                         |
| 20.–21. Woche 2 Wochen (insgesamt 5) | 5                                                                                  | (Verschiedene Interpreten)                                                         | CMC Festival Vodice 2018                                                           | –                         |
| 22. Woche 1 Woche | 1                                                                                  | Massimo                                                                            | Sada                                                                               | –                         |
| 23. Woche 1 Woche | 1                                                                                  | Silente                                                                            | Malo magle, malo mjesečine                                                         | –                         |
| 24.–26. Woche 3 Wochen (insgesamt 5) | 5                                                                                  | (Verschiedene Interpreten)                                                         | CMC Festival Vodice 2018                                                           | –                         |
| 27.–30. Woche 4 Wochen | 4                                                                                  | (Verschiedene Interpreten)                                                         | Festival Zabavne Glazbe Split 2018                                                 | –                         |
| 31. Woche 1 Woche (insgesamt 2) | 2                                                                                  | Oliver Dragojević                                                                  | 100 originalnih pjesama: Oliver Dragojević                                         | –                         |
| 32.–37. Woche 6 Wochen (insgesamt 7) | 7                                                                                  | Oliver Dragojević                                                                  | A l’olympia                                                                        | –                         |
| 38. Woche 1 Woche (insgesamt 2) | 2                                                                                  | Oliver Dragojević                                                                  | 100 originalnih pjesama: Oliver Dragojević                                         | –                         |
| 39.–40. Woche 2 Wochen | 2                                                                                  | Amira Medunjanin                                                                   | Ascending                                                                          | –                         |
| 41. Woche 1 Woche (insgesamt 3) | 3                                                                                  | The Strange                                                                        | Echo Chamber                                                                       | –                         |
| 42. Woche 1 Woche (insgesamt 3) | 3                                                                                  | Zdravko Čolić                                                                      | Ono malo sreće                                                                     | –                         |
| 43.–44. Woche 2 Wochen (insgesamt 3) | 3                                                                                  | The Strange                                                                        | Echo Chamber                                                                       | –                         |
| 45. Woche 1 Woche | 1                                                                                  | Sergej Ćetković                                                                    | The Best Of Collection                                                             | –                         |
| 46. Woche 1 Woche (insgesamt 7) | 7                                                                                  | Oliver Dragojević                                                                  | A l’olympia                                                                        | –                         |
| 47. Woche 1 Woche | 1                                                                                  | Emanuel                                                                            | Sve činim novo                                                                     | –                         |
| 48. Woche 1 Woche (insgesamt 2) | 2                                                                                  | Crvena Jabuka                                                                      | Nocturno                                                                           | –                         |
| 49. Woche 1 Woche | 1                                                                                  | Tomislav Bralić                                                                    | Bilo je i vrime                                                                    | –                         |
| 50.–51. Woche 2 Wochen | 2                                                                                  | Oliver Dragojević                                                                  | Do kraja vrimena                                                                   | –                         |
| 52. Woche 2018 – 5. Woche 2019 6 Wochen (insgesamt 7) | 7                                                                                  | Parni Valjak                                                                       | Vrijeme                                                                            | –                         |

| ← 2017 ← | Liste der Nummer-eins-Hits in Kroatien (Lista prodaje strano – ausländische Alben) | Liste der Nummer-eins-Hits in Kroatien (Lista prodaje strano – ausländische Alben) | Liste der Nummer-eins-Hits in Kroatien (Lista prodaje strano – ausländische Alben) | 2019 →                    |
| \| Zeitraum \| Wo. ges. \| Interpret \| Titel \| Zusätzliche Informationen \| \| (Zeitraum, Wochen auf Platz eins, Interpret, Titel, zusätzliche Informationen) \| \| \| \| \| \| ------------------------------------------------------------------------------ \| -------- \| ------------------------------------------------- \| ------------------------------- \| ------------------------- \| \| 14. Woche 1 Woche \| 1 \| Jack White \| Boarding House Reach \| – \| \| 15. Woche 1 Woche (insgesamt 2) \| 2 \| Marcus & Martinus \| Moments \| – \| \| 16. Woche 1 Woche \| 1 \| David Bowie \| Welcome to the Blackout \| – \| \| 17. Woche 1 Woche \| 1 \| Lady Gaga \| Fame Monster \| – \| \| 18. Woche 1 Woche (insgesamt 2) \| 2 \| Marcus & Martinus \| Moments \| – \| \| 19.–26. Woche 8 Wochen (insgesamt 10) \| 10 \| Arctic Monkeys \| Tranquility Base Hotel + Casino \| – \| \| 27. Woche 1 Woche \| 1 \| Florence + the Machine \| High as Hope \| – \| \| 28. Woche 1 Woche (insgesamt 10) \| 10 \| Arctic Monkeys \| Tranquility Base Hotel + Casino \| – \| \| 29. Woche 1 Woche \| 1 \| Iron Maiden \| Seventh Son of a Seventh Son \| – \| \| 30. Woche 1 Woche \| 1 \| Iron Maiden \| Book of Souls \| – \| \| 31. Woche 1 Woche (insgesamt 8) \| 8 \| Ed Sheeran \| ÷ \| – \| \| 32. Woche 1 Woche (insgesamt 10) \| 10 \| Arctic Monkeys \| Tranquility Base Hotel + Casino \| – \| \| 33. Woche 1 Woche (insgesamt 8) \| 8 \| Ed Sheeran \| ÷ \| – \| \| 34. Woche 1 Woche \| 1 \| 2Cellos \| Score \| – \| \| 35.–36. Woche 2 Wochen \| 2 \| Ry Cooder \| Prodigal Son \| – \| \| 37. Woche 1 Woche \| 1 \| Ariana Grande \| Sweetener \| – \| \| 38.–39. Woche 2 Wochen \| 2 \| Paul Weller \| True Meanings \| – \| \| 40. Woche 1 Woche \| 1 \| Tony Bennett & Diana Krall with Bill Charlap Trio \| Love Is Here to Stay \| – \| \| 41. Woche 1 Woche (insgesamt 2) \| 2 \| Twenty One Pilots \| Trench \| – \| \| 42. Woche 1 Woche \| 1 \| Willie Nelson \| My Way \| – \| \| 43. Woche 1 Woche (insgesamt 2) \| 2 \| Twenty One Pilots \| Trench \| – \| \| 44. Woche 1 Woche \| 1 \| 2Cellos \| Let There Be Cello \| – \| \| 45. Woche 1 Woche (insgesamt 6) \| 6 \| Bradley Cooper & Lady Gaga (Soundtrack) \| A Star Is Born \| – \| \| 46. Woche 1 Woche \| 1 \| Muse \| Simulation Theory \| – \| \| 47. Woche 1 Woche \| 1 \| Madonna \| Ray of Light \| – \| \| 48. Woche 1 Woche (insgesamt 3) \| 3 \| Michael Bublé \| Love \| – \| \| 49. Woche 1 Woche \| 1 \| David Bowie \| Glastonbury 2000 \| – \| \| 50.–51. Woche 2 Wochen (insgesamt 6) \| 6 \| Bradley Cooper & Lady Gaga (Soundtrack) \| A Star Is Born \| – \| \| 52. Woche 1 Woche (insgesamt 3) \| 3 \| Michael Bublé \| Love \| – \| |                                                                                    |                                                                                    |                                                                                    |                           |
| ← 2017 |                                                                                    |                                                                                    |                                                                                    | → 2019 →                  |
| Zeitraum | Wo. ges.                                                                           | Interpret                                                                          | Titel                                                                              | Zusätzliche Informationen |
| (Zeitraum, Wochen auf Platz eins, Interpret, Titel, zusätzliche Informationen) |                                                                                    |                                                                                    |                                                                                    |                           |
| 14. Woche 1 Woche | 1                                                                                  | Jack White                                                                         | Boarding House Reach                                                               | –                         |
| 15. Woche 1 Woche (insgesamt 2) | 2                                                                                  | Marcus & Martinus                                                                  | Moments                                                                            | –                         |
| 16. Woche 1 Woche | 1                                                                                  | David Bowie                                                                        | Welcome to the Blackout                                                            | –                         |
| 17. Woche 1 Woche | 1                                                                                  | Lady Gaga                                                                          | Fame Monster                                                                       | –                         |
| 18. Woche 1 Woche (insgesamt 2) | 2                                                                                  | Marcus & Martinus                                                                  | Moments                                                                            | –                         |
| 19.–26. Woche 8 Wochen (insgesamt 10) | 10                                                                                 | Arctic Monkeys                                                                     | Tranquility Base Hotel + Casino                                                    | –                         |
| 27. Woche 1 Woche | 1                                                                                  | Florence + the Machine                                                             | High as Hope                                                                       | –                         |
| 28. Woche 1 Woche (insgesamt 10) | 10                                                                                 | Arctic Monkeys                                                                     | Tranquility Base Hotel + Casino                                                    | –                         |
| 29. Woche 1 Woche | 1                                                                                  | Iron Maiden                                                                        | Seventh Son of a Seventh Son                                                       | –                         |
| 30. Woche 1 Woche | 1                                                                                  | Iron Maiden                                                                        | Book of Souls                                                                      | –                         |
| 31. Woche 1 Woche (insgesamt 8) | 8                                                                                  | Ed Sheeran                                                                         | ÷                                                                                  | –                         |
| 32. Woche 1 Woche (insgesamt 10) | 10                                                                                 | Arctic Monkeys                                                                     | Tranquility Base Hotel + Casino                                                    | –                         |
| 33. Woche 1 Woche (insgesamt 8) | 8                                                                                  | Ed Sheeran                                                                         | ÷                                                                                  | –                         |
| 34. Woche 1 Woche | 1                                                                                  | 2Cellos                                                                            | Score                                                                              | –                         |
| 35.–36. Woche 2 Wochen | 2                                                                                  | Ry Cooder                                                                          | Prodigal Son                                                                       | –                         |
| 37. Woche 1 Woche | 1                                                                                  | Ariana Grande                                                                      | Sweetener                                                                          | –                         |
| 38.–39. Woche 2 Wochen | 2                                                                                  | Paul Weller                                                                        | True Meanings                                                                      | –                         |
| 40. Woche 1 Woche | 1                                                                                  | Tony Bennett & Diana Krall with Bill Charlap Trio                                  | Love Is Here to Stay                                                               | –                         |
| 41. Woche 1 Woche (insgesamt 2) | 2                                                                                  | Twenty One Pilots                                                                  | Trench                                                                             | –                         |
| 42. Woche 1 Woche | 1                                                                                  | Willie Nelson                                                                      | My Way                                                                             | –                         |
| 43. Woche 1 Woche (insgesamt 2) | 2                                                                                  | Twenty One Pilots                                                                  | Trench                                                                             | –                         |
| 44. Woche 1 Woche | 1                                                                                  | 2Cellos                                                                            | Let There Be Cello                                                                 | –                         |
| 45. Woche 1 Woche (insgesamt 6) | 6                                                                                  | Bradley Cooper & Lady Gaga (Soundtrack)                                            | A Star Is Born                                                                     | –                         |
| 46. Woche 1 Woche | 1                                                                                  | Muse                                                                               | Simulation Theory                                                                  | –                         |
| 47. Woche 1 Woche | 1                                                                                  | Madonna                                                                            | Ray of Light                                                                       | –                         |
| 48. Woche 1 Woche (insgesamt 3) | 3                                                                                  | Michael Bublé                                                                      | Love                                                                               | –                         |
| 49. Woche 1 Woche | 1                                                                                  | David Bowie                                                                        | Glastonbury 2000                                                                   | –                         |
| 50.–51. Woche 2 Wochen (insgesamt 6) | 6                                                                                  | Bradley Cooper & Lady Gaga (Soundtrack)                                            | A Star Is Born                                                                     | –                         |
| 52. Woche 1 Woche (insgesamt 3) | 3                                                                                  | Michael Bublé                                                                      | Love                                                                               | –                         |